# ポンテ・ディ・レーニョ
ポンテ・ディ・レーニョ（伊: Ponte di Legno）は、イタリア共和国ロンバルディア州ブレシア県にある、人口約1,700人の基礎自治体（コムーネ）。

## 地理

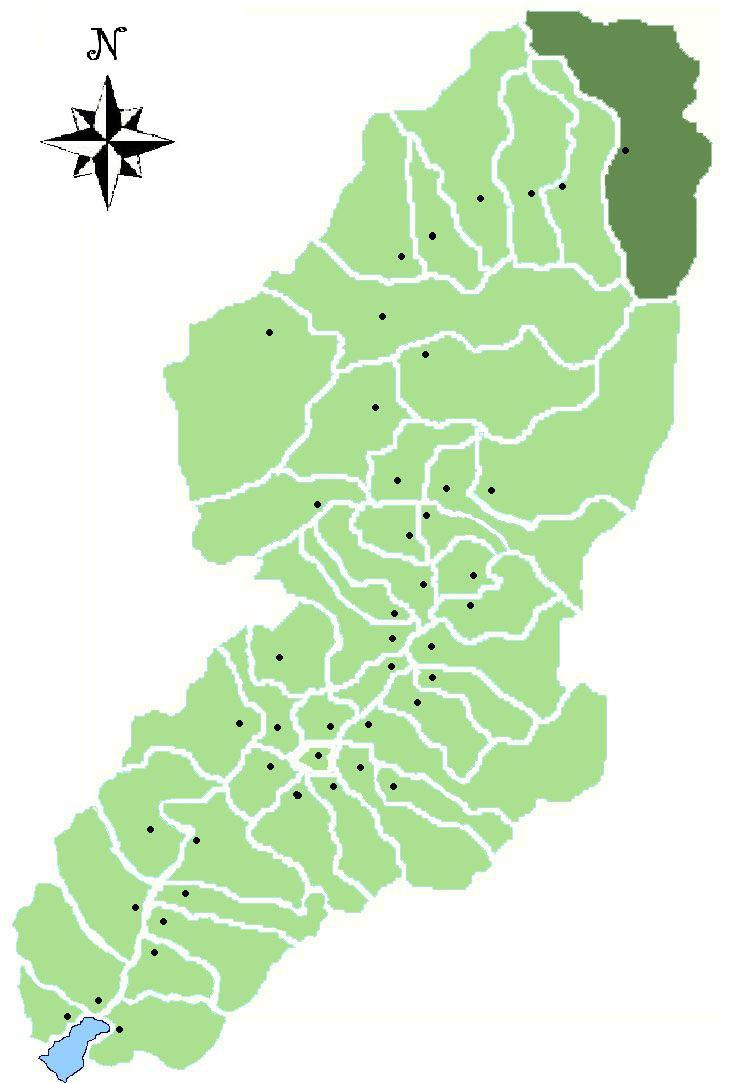
ヴァル・カモニカにおけるコムーネの領域

### 位置・広がり
ブレシア県の北端、ヴァルカモニカ最上流部のコムーネ。ソンドリオから東北東へ50km、トレントから西北西へ51km、県都ブレシアから北北東へ83km、州都ミラノから北東へ135kmの距離にある。

#### 隣接コムーネ
隣接するコムーネは以下の通り。括弧内のSOはソンドリオ県、TNはトレント自治県所属を示す。
| - エードロ - ペイオ (TN) - サヴィオーレ・デッラダメッロ - ソンダロ (SO) - スピアッツォ (TN) - テム - ヴァルフルヴァ (SO) - ヴェルミーリオ (TN) - ヴェッツァ・ドーリオ - ヴィオーネ |

### 地震分類
イタリアの地震リスク階級 (it) では、3 に分類される
。

## 行政

### 分離集落
ポンテ・ディ・レーニョには、以下の分離集落（フラツィオーネ）がある。
- Passo del Tonale, Pezzo, Poia, Precasaglio, Zoanno

### 山岳部共同体
広域行政組織である山岳部共同体「ヴァッレ・カモニカ山岳部共同体」 (it:Comunità montana di Valle Camonica) （事務所所在地: ブレーノ）を構成するコムーネの一つである。

## 姉妹都市
- レッコ、イタリア